# Лобстер (фильм)
«Лобстер» (англ. The Lobster) — фильм режиссёра Йоргоса Лантимоса, вышедший на экраны в 2015 году. Лента была показана в рамках конкурсной программы Каннского кинофестиваля 2015 года, где получила Приз жюри.

## Сюжет
Главного героя Дэвида отправляют в «отель» после того, как жена бросила его. Менеджер отеля сообщает, что у одиноких постояльцев есть 45 дней, чтобы найти партнёра, или они будут превращены в животное. Спутником Дэвида является собака — бывший брат Дэвида, который не смог найти себе партнёра. В первые дни пребывания в отеле Дэвид знакомится с Робертом («Шепелявый Мужчина») и Джоном («Хромой Мужчина»), которые становятся его друзьями. Дэвид также замечает трёх женщин: Женщина с Носовыми Кровотечениями, Женщина, Любящая Сдобное Печенье, и Бессердечная Женщина.
В «отеле» много правил и ограничений: мастурбация запрещена, но сексуальная стимуляция со стороны горничной в отеле является обязательной. В качестве развлечений гости ходят на танцы и смотрят театральные сценки, пропагандирующие преимущества партнёрства в сравнении с недостатками жизни в одиночестве. Также гости по вечерам отправляются на охоту на одиноких людей, которые живут в лесу. Каждый пойманный «одиночка» добавляет один день к проживанию в отеле. Однажды во время охоты Женщина, Любящая Сдобное Печенье, предлагает Дэвиду секс, от которого он отказывается. Она говорит ему, что если ей не удастся найти себе пару, она убьет себя, выпрыгнув из окна отеля.
Джон привлекает внимание одной женщины, симулируя кровотечение из носа. Общая особенность позволяет им съехаться в один номер и начать «пробный период» отношений в течение месяца. Если сожительство будет успешным — они смогут уехать из отеля вместе. Роберту не удается найти партнёршу, а Дэвид решает ухаживать за Бессердечной Женщиной, которая поймала на охоте больше одиночек, чем кто-либо другой. Дэвид притворяется бессердечным и безэмоциональным, чтобы заполучить внимание Бессердечной Женщины. Во время очередного разговора Бессердечная симулирует удушье, но Дэвид игнорирует это; тогда Бессердечная Женщина решает, что они подходят друг другу. Однажды утром Дэвид обнаруживает, что его спутница избила его собаку до смерти. Дэвид старается сдержать эмоции, но вид мертвого брата вызывает у него слезы. Бессердечная сразу же направляется к менеджеру, чтобы сообщить об обмане Дэвида. Однако Дэвид убивает Бессердечную (или превращает её в животное) и сбегает из отеля.
Дэвид присоединяется к одиночкам в лесу. В отличие от отеля, они запрещают любые романтические отношения и презирают взаимопомощь. Флирт, поцелуи и другие проявления чувств караются увечьями. Однако Дэвид знакомится с Близорукой Девушкой, и общая особенность вызывает у пары сильные чувства. Они тайно встречаются, придумывают общий язык жестов и вместе ходят на секретные миссии в город, идеально изображая влюбленную пару. У них возникает желание сбежать.
Лидер Одиночек находит личный дневник Близорукой Женщины и узнает о плане побега. Лидер отправляет Близорукую в город, чтобы сделать операцию по улучшению зрения, однако вместо этого ослепляет её. Дэвид и его возлюбленная пытаются найти другие общие особенности, но кроме близорукости у них нет ничего общего. Однажды утром Дэвид связывает Лидера Одиночек, оставляя её в могиле, у которой потихоньку собираются дикие собаки. Наконец он и Слепая Женщина могут сбежать в город. Пара останавливается в пригородном ресторане. Дэвид направляется в туалет с целью ослепить себя. Однако его решение остается неизвестно зрителю.

## В ролях
| Актёр                 | Роль                              |
| --------------------- | --------------------------------- |
| Колин Фаррелл         | Дэвид                             |
| Рэйчел Вайс           | близорукая женщина                |
| Джессика Барден       | женщина с носовыми кровотечениями |
| Джон Райли            | шепелявый мужчина (Роберт)        |
| Оливия Колман         | менеджер отеля                    |
| Ариана Лабед          | горничная (служанка)              |
| Леа Сейду             | предводитель одиночек             |
| Бен Уишоу             | хромой мужчина (Джон)             |
| Роджер Эштон-Гриффитс | доктор                            |
| Эшли Дженсен          | женщина, любящая сдобное печенье  |
| Майкл Смайли          | одиночка-пловец                   |
| Ангелики Папулия      | бессердечная женщина              |

## Критика
Фильм получил положительные отзывы критиков. На сайте Rotten Tomatoes он имеет рейтинг одобрения 88 % на основе 254 рецензий критиков со средним рейтингом 7,55/10. На сайте Metacritic он получил оценку 83 балла из 100 на основе 10 рецензий.

## Награды и номинации
| Фестиваль / награда                           | Категория                                                    | Номинанты и получатели                              | Результат |
| --------------------------------------------- | ------------------------------------------------------------ | --------------------------------------------------- | --------- |
| Ассоциация кинокритиков Бельгии               | Гран-при                                                     | Лобстер                                             | Номинация |
| Премия BAFTA                                  | Выдающийся британский фильм года                             | Лобстер                                             | Номинация |
| Премия британского независимого кино          | Лучший британский независимый фильм                          | Лобстер                                             | Номинация |
| Премия британского независимого кино          | Лучший режиссёр                                              | Йоргос Лантимос                                     | Номинация |
| Премия британского независимого кино          | Лучший актёр                                                 | Колин Фаррелл                                       | Номинация |
| Премия британского независимого кино          | Лучшая актриса второго плана                                 | Оливия Колман                                       | Победа    |
| Премия британского независимого кино          | Лучший актёр второго плана                                   | Бен Уишоу                                           | Номинация |
| Премия британского независимого кино          | Лучший сценарий                                              | Йоргос Лантимос и Эфтимис Филиппу                   | Номинация |
| Премия британского независимого кино          | Продюсер года                                                | Сеси Демпси, Эд Гуене, Йоргос Лантимос и Ли Магидей | Номинация |
| Каннский кинофестиваль                        | Золотая пальмовая ветвь                                      | Лобстер                                             | Номинация |
| Каннский кинофестиваль                        | Приз жюри                                                    | Лобстер                                             | Победа    |
| Каннский кинофестиваль                        | Queer Palm                                                   | Лобстер                                             | Победа    |
| Каннский кинофестиваль                        | Собачья пальма                                               | собака Боб                                          | Победа    |
| Дублинское общество кинокритиков              | Лучший ирландский фильм                                      | The Lobster                                         | 5-е место |
| Дублинское общество кинокритиков              | Лучший актёр                                                 | Колин Фаррелл                                       | 5-е место |
| Премия Европейской киноакадемии               | Лучший фильм                                                 | Лобстер                                             | Номинация |
| Премия Европейской киноакадемии               | Лучший режиссёр                                              | Йоргос Лантимос                                     | Номинация |
| Премия Европейской киноакадемии               | Лучший актёр                                                 | Колин Фаррелл                                       | Номинация |
| Премия Европейской киноакадемии               | Лучший сценарист                                             | Йоргос Лантимос и Эфтимис Филиппу                   | Победа    |
| Премия Европейской киноакадемии               | Лучший дизайнер костюмов                                     | Сара Бленкинсоп                                     | Победа    |
| Премия Evening Standard British Film Awards   | Лучший фильм                                                 | Лобстер                                             | Номинация |
| Премия Evening Standard British Film Awards   | Премия за лучшую комедию                                     | Оливия Колман                                       | Номинация |
| Премия Evening Standard British Film Awards   | Премия за лучшую комедию                                     | Колин Фаррелл                                       | Номинация |
| Гентский международный кинофестиваль          | Приз имени Жоржа Делерю за лучшую музыку                     | Лобстер                                             | Победа    |
| Премия «Золотой глобус»                       | Лучшая мужская роль — комедия или мюзикл                     | Колин Фаррелл                                       | Номинация |
| Премия ирландской академии кино и телевидения | Лучшая главная роль                                          | Колин Фаррелл                                       | Номинация |
| Премия Лондонского кружка кинокритиков        | Фильм года                                                   | Лобстер                                             | Номинация |
| Премия Лондонского кружка кинокритиков        | Лучшая актриса второго плана                                 | Оливия Колман                                       | Номинация |
| Премия Лондонского кружка кинокритиков        | Актёр года                                                   | Колин Фаррелл                                       | Номинация |
| Международный кинофестиваль в Майами          | Большой приз жюри за лучшую режиссуру                        | Йоргос Лантимос                                     | Победа    |
| Общество онлайн-кинокритиков                  | Лучшие неамериканские фильмы                                 | Лобстер                                             | Победа    |
| Премия «Оскар»                                | Лучший оригинальный сценарий                                 | Йоргос Лантимос, Эфтимис Филиппу                    | Номинация |
| Роттердамский кинофестиваль                   | Приз ARTE International Prize for Best CineMart 2013 Project | Лобстер                                             | Победа    |
| Премия «Сатурн»                               | Лучший релиз на DVD/Blu-Ray                                  | Лобстер                                             | Номинация |